# Neurochorema armstrongi
Neurochorema armstrongi är en nattsländeart som beskrevs av Mcfarlane 1951. Neurochorema armstrongi ingår i släktet Neurochorema och familjen Hydrobiosidae. Inga underarter finns listade i Catalogue of Life.